# Sticherus brassii
Sticherus brassii är en ormbunkeart som först beskrevs av Carl Frederik Albert Christensen, och fick sitt nu gällande namn av Edwin Bingham Copeland. Sticherus brassii ingår i släktet Sticherus och familjen Gleicheniaceae. Inga underarter finns listade.